# Schweizer Meisterschaften im Skilanglauf 2015
Die Schweizer Meisterschaften im Skilanglauf 2015 fanden in Kandersteg statt. Am 17. und 18. Januar 2015 wurden die Einzelrennen und die anschließenden Verfolgungsrennen ausgetragen. Sprint, Teamsprint und Massenstartrennen fanden vom 20. bis 22. März 2015 statt. Ausrichter war der SC Kandersteg.

## Ergebnisse Herren

### Sprint Freistil
| Platz | Name             | Verein           |
| ----- | ---------------- | ---------------- |
| 1     | Ueli Schnider    | Gardes-Frontière |
| 2     | Gianluca Cologna | Val Müstair      |
| 3     | Jonas Baumann    | Tambo Splügen    |
| 4     | Roman Schaad     | Drusberg         |
| 5     | Jöri Kindschi    | SAS Bern         |
| 6     | Corsin Hösli     | Sarsura Zernez   |
| 7     | Erwan Käser      | Bex              |
| 8     | Jovian Hediger   | Bex              |

Datum: 20. März

Es waren 31 Läufer am Start. Das Rennen der U20 mit 19 Teilnehmern gewann Cédric Steiner.

### 15 km Freistil Einzel
| Platz | Name               | Verein           | Zeit        |
| ----- | ------------------ | ---------------- | ----------- |
| 1     | Ilja Tschernoussow | Russland         | 40:30,1 min |
| 2     | Jonas Baumann      | Tambo Splügen    | 41:05,1 min |
| 3     | Roman Furger       | Schattdorf       | 41:43,1 min |
| 4     | Jason Rüesch       | Davos            | 41:48,8 min |
| 5     | Erwan Käser        | Bex              | 41:59,3 min |
| 6     | Remo Fischer       | Arve Mols        | 42:15,6 min |
| 7     | Livio Bieler       | Trin             | 42:17,2 min |
| 8     | Mathias Inniger    | Adelboden        | 42:27,0 min |
| 9     | Valerio Leccardi   | Gardes-Frontière | 42:28,0 min |
| 10    | Candide Pralong    | Val Ferret       | 42:29,5 min |

Datum: 17. Januar

Es waren 29 Läufer am Start. Das Rennen der U20 über 10 km mit 49 Teilnehmern gewann Beda Klee. Ausländische Teilnehmer erhielten keine Medaillen.

### 15+15 km Verfolgung klassisch
| Platz | Name               | Verein           | Zeit        |
| ----- | ------------------ | ---------------- | ----------- |
| 1     | Ilja Tschernoussow | Russland         | 1:19:25,7 h |
| 2     | Jonas Baumann      | Tambo Splügen    | 1:20:13,5 h |
| 3     | Erwan Käser        | Bex              | 1:22:32,2 h |
| 4     | Mathias Inniger    | Adelboden        | 1:22:35,5 h |
| 5     | Livio Bieler       | Trin             | 1:22:52,3 h |
| 6     | Valerio Leccardi   | Gardes-Frontière | 1:23:05,0 h |
| 7     | Fabio Lechner      | Rätia Chur       | 1:26:34,3 h |
| 8     | Marinus Danuser    | Vättis           | 1:26:55,2 h |
| 9     | Fabian Schaad      | Drusberg         | 1:27:04,7 h |
| 10    | Reto Hammer        | Zweisimmen       | 1:27:07,7 h |

Datum: 18. Januar

Es waren 20 Läufer am Start. Das Rennen der U20 mit 45 Teilnehmern gewann Beda Klee. Ausländische Teilnehmer erhielten keine Medaillen.

### 50 km klassisch Massenstart
| Platz | Name             | Verein           | Zeit        |
| ----- | ---------------- | ---------------- | ----------- |
| 1     | Ueli Schnider    | Gardes-Frontière | 2:13:46,9 h |
| 2     | Toni Livers      | Gardes-Frontière | 2:14:07,0 h |
| 3     | Valerio Leccardi | Gardes-Frontière | 2:16:32,2 h |
| 4     | Jonas Baumann    | Tambo Splügen    | 2:18:22,5 h |
| 5     | Jöri Kindschi    | SAS Bern         | 2:20:38,3 h |
| 6     | Livio Bieler     | Trin             | 2:21:55,7 h |
| 7     | Roman Furger     | Schattdorf       | 2:22:50,5 h |
| 8     | Erwan Käser      | Bex              | 2:23:29,8 h |
| 9     | Jason Rüesch     | Davos            | 2:23:42,2 h |
| 10    | Candide Pralong  | Val Ferret       | 2:24:18,1 h |

Datum: 21. März

Es waren 47 Läufer am Start. Das Rennen der U20 über 30 km mit 19 Teilnehmern gewann Beda Klee.

### Teamsprint Freistil
| Platz | Team                                         | Zeit         |
| ----- | -------------------------------------------- | ------------ |
| 1     | Gardes FrontierToni Livers Ueli Schnider     | 24:54,67 min |
| 2     | Gardes FrontierValerio Leccardi Martin Jäger | 25:13,11 min |
| 3     | BexJovian Hediger Erwan Käser                | 25:24,64 min |
| 4     | DrusbergRoman Schaad Fabian Schaad           | 25:31,06 min |
| 5     | Tambo SplügenJonas Baumann Jan-Nino Menn     | 26:56,05 min |
| 6     | ZweisimmenReto Hammer Simon Hammer           | 27:18,71 min |
| 7     | DavosPhilipp Spiess Jason Rüesch             | 27:49,58 min |
| 8     | ZernezCorsin Hösli Damian Toutsch            | 27:50,72 min |
| 9     | SAS BernPhilippe Nicollier Jöri Kindschi     | 28:29,91 min |

Datum: 22. März

## Ergebnisse Frauen

### Sprint Freistil
| Platz | Name                    | Verein         |
| ----- | ----------------------- | -------------- |
| 1     | Laurien van der Graaff  | TG Hütten      |
| 2     | Tatjana Stiffler        | Davos          |
| 3     | Nathalie von Siebenthal | Turbach-Bissen |
| 4     | Maya Niederberger       | Dallenwil      |
| 5     | Christa Jäger           | Vättis         |
| 6     | Susi Meinen             | Zweisimmen     |

Datum: 20. März

Das Rennen der U20 mit 17 Teilnehmern gewann Lydia Hiernickel.

### 5 km Freistil Einzel
| Platz | Name                    | Verein         | Zeit         |
| ----- | ----------------------- | -------------- | ------------ |
| 1     | Nathalie von Siebenthal | Turbach-Bissen | 15:07,9 min. |
| 2     | Lydia Hiernickel        | Riedern        | 15:11,0 min. |
| 3     | Nadine Fähndrich        | Horw           | 15:58,9 min. |
| 4     | Jogscha Abderhalden     | Sarsura Zernez | 16:38,4 min. |
| 5     | Stefanie Arnold         | Unterschächen  | 16:39,5 min. |
| 6     | Maya Niederberger       | Dallenwil      | 16:42,2 min. |
| 7     | Fabiana Wieser          | Sarsura Zernez | 16:48,1 min  |
| 8     | Svenja Hölzle           | Drusberg       | 16:49,8 min  |
| 9     | Alina Meier             | Davos          | 16:53,8 min  |
| 10    | Livia Ambühl            | Davos          | 17:00,1 min  |

Datum: 17. Januar

Es waren 35 Läuferinnen am Start. Siegerin bei der U20 wurde Lydia Hiernickel.

### 5+10 km Verfolgung klassisch
| Platz | Name                | Verein         | Zeit         |
| ----- | ------------------- | -------------- | ------------ |
| 1     | Lydia Hiernickel    | Riedern        | 45:36,3 min. |
| 2     | Nadine Fähndrich    | Horw           | 48:23,6 min. |
| 3     | Alina Meier         | Davos          | 49:04,2 min. |
| 4     | Fabiana Wieser      | Sarsura Zernez | 49:06,6 min. |
| 5     | Jogscha Abderhalden | Sarsura Zernez | 49:11,0 min. |
| 6     | Stefanie Arnold     | Unterschächen  | 49:58,4 min. |
| 7     | Maya Niederberger   | Dallenwil      | 50:11,2 min  |
| 8     | Livia Ambühll       | Davos          | 50:37,8 min  |
| 9     | Svenja Hölzle       | Drusberg       | 51:36,3 min  |
| 10    | Lea Bünter          | Dallenwil      | 51:37,6 min  |

Datum: 18. Januar

Siegerin bei der U20 wurde ebenfalls Lydia Hiernickel.

### 30 km klassisch Massenstart
| Platz | Name                    | Verein         | Zeit        |
| ----- | ----------------------- | -------------- | ----------- |
| 1     | Nicole Donzallaz        | Riaz           | 1:38:27,6 h |
| 2     | Laurien van der Graaff  | TG Hütten      | 1:39:06,8 h |
| 3     | Tatjana Stiffler        | Davos          | 1:40:38,4 h |
| 4     | Nathalie von Siebenthal | Turbach-Bissen | 1:41:42,6 h |
| 5     | Tiffany Langel          | La Sagne       | 1:50:30,8 h |
| 6     | Maya Niederberger       | Dallenwil      | 1:51:55,3 h |
| 7     | Christa Jäger           | Vättis         | 1:52:32,4 h |

Datum: 21. März

### Teamsprint Freistil
| Platz | Team                                              | Zeit         |
| ----- | ------------------------------------------------- | ------------ |
| 1     | TG HüttenLaurien van der Graaff Ursina Badilati   | 14:32,32 min |
| 2     | DavosLivia Ambühl Tatjana Stiffler                | 14:45,17 min |
| 3     | HorwClaudia Schmid Nadine Fähndrich               | 14:47,81 min |
| 4     | ZernezJogscha Abderhalden Fabiana Wieser          | 14:56,71 min |
| 5     | ObergomsMarianne Volken-Jrniger Ladina Meier-Ruge | 15:01,27 min |
| 6     | DallenwilLea Bünter Maya Niederberger             | 15:06,23 min |
| 7     | DavosDésirée Steiner Selina Schnider              | 15:36,01 min |
| 8     | Am BachtelMartina Vontobel Tanja Gerber           | 15:42,44 min |
| 9     | ZernezGiuliana Werro Laura Caduff                 | 15:50,46 min |
| 10    | RiedernAngelika Hiernickel Lydia Hiernickel       | 16:26,00 min |

Datum: 22. März